# Festival Internacional de Teatro de Mosquera
El Festival Internacional de Teatro de Mosquera (FITMO) es un festival de teatro celebrado en Colombia.

## Orígenes
La escuela formación y el grupo Trevejos Teatro había tenido una participación destacada en festivales departamentales, nacionales y en el ámbito internacional; sin embargo, a Mosquera le hacía falta tener su propio festival. Es por eso que el Gobierno Siempre en Marcha, llevó a cabo la primera versión del Festival Internacional de Teatro.

## Desarrollo

### 2014 - Primer Festival Internacional de Teatro “Mosquera una Ciudad Teatral”
Los asistentes contaron con una variedad de trabajos: 32 funciones y más de 197 artistas en escena estuvieron presentes del 13 de agosto al 18 de agosto de 2014 en diferentes jardines e instituciones educativas oficiales, en el Parque Cultural, en el auditorio y en el Teatro Municipal, con propuestas contemporáneas, clásicas, infantiles, clown y títeres.
El festival contó con la participación de México, Perú, Ecuador y Costa Rica como país invitado de honor. También estuvo presente Colombia con grupos de Barrancabermeja, Bogotá, Tenjo, Cota y Zipaquirá.
La “Vitrina Teatral” Fue el espacio para mostrar los trabajos realizados por la escuela de formación y el grupo Trevejos de Mosquera, donde se verán obras como: Algo parecido a un 20 de julio, El Avaro de Moliére, A la sombra de Edgar Allan Poe y Bang Bang, te maté; además de algunos trabajos infantiles.
La oferta académica también hizo parte de este festival con talleres, conferencias y capacitaciones dirigidos por maestros de la talla de Jorge Prada, Camilo Ramírez, José Assad, Fernando Ospina y María Emilia Kamper.
El gran cierre estuvo acompañado por Costa Rica y por la escuela de formación de danzas de Mosquera, quienes cerraron con broche de oro mostrando lo mejor del teatro y la danza colombiana.

### 2015 - Segundo Festival Internacional de Teatro ¡Hagamos de Mosquera una ciudad teatral!

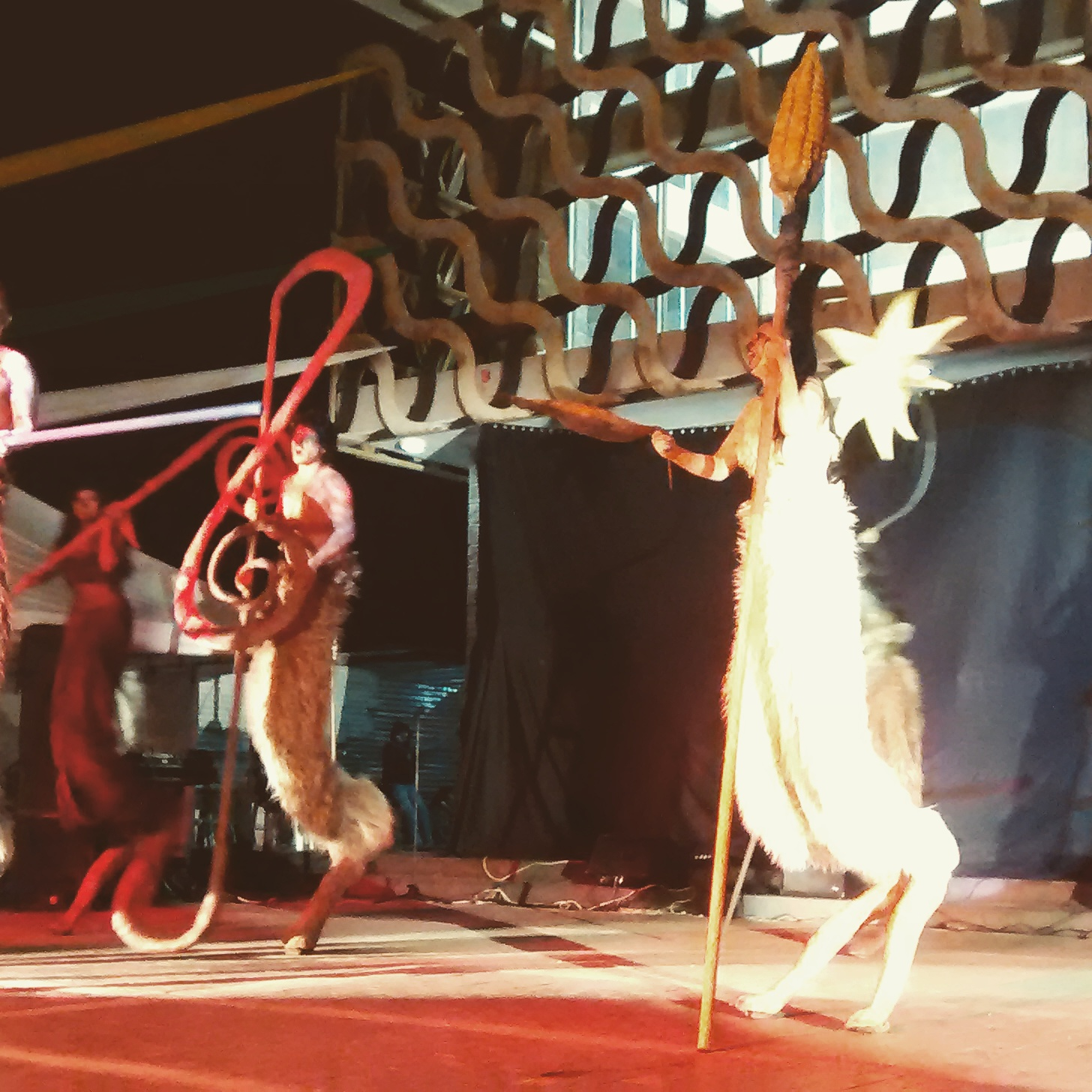
Obra Los Pecerros en el II FITMO

Este año la segunda versión del Festival contó con 41 espectáculos teatrales a partir del 1 de agosto de 2015, de teatro familiar, circo, danza contemporánea, teatro clásico entre otros que durante ocho días llenaron de magia a la Mosquera teatral, llegando a diferentes sectores del municipio, jardines e instituciones educativas. Además de esto se presentó la escuela del festival,  una programación académica que contó con importantes maestros internacionales, que dejaron a través de talleres, clases maestras y conversatorios sus experiencias.
La inauguración corrió por cuenta del grupo experimentarte de Bogotá con un espectáculo maravilloso de circo para toda la familia y el gran cierre fue el sábado 8 de agosto  con una muestra de danzas tradicionales del grupo Zaquezazipa de Funza y la tan esperada presentación de La Gran Marcha de los Muñecones del Perú.
Una de las presentaciones para destacar fue la de la compañía de danza Contemporánea más importante de nuestro país, L Explose y su obra “Por Quien Lloran Mis Amores”  del director Tino Fernández.

### 2016 - Tercer Festival Internacional de Teatro ‘Mosquera ciudad teatral’
Mosquera nuevamente demuestra que es la Ciudad Teatral. Con excelentes puestas en escena, clases maestras, danza y música se dio inicio al Tercer Festival Internacional de Teatro.
En el primer día estuvieron presentes los grupos: Nostra Farsa del municipio de Cota, Experimentarte de Bogotá, Centro Cultural Bacatá de Funza, Trevejos Teatro y Corpofestiva de Mosquera, Matacandelas de la ciudad de Medellín y Proyecto Actinio de Panamá.
Obras para niños, jóvenes y adultos a lo largo del día como Toros, La bolsa de los recuerdos, Señorita Julia, La Casa Grande y A la sombre de Edgar Allan Poe y presentaciones artísticas: Batucada Cirquera y danzas argentinas.
Propios y visitantes disfrutaron del primer día del 3er Festival Internacional de Teatro, que se tomó a Mosquera hasta el sábado 27 de agosto, teniendo como invitado especial a Argentina.

## Sucesos y repercusiones
El éxito del primer festival despertó un interés en la administración municipal por lo que se promueve sea un evento que perdure y se prepara para su cuarta versión